# San (Syria)
San (arab. سان) – wieś w Syrii, w muhafazie Idlib. W 2004 roku liczyła 199 mieszkańców.